# Juarros de Riomoros
Juarros de Riomoros es un municipio de España, en la provincia de Segovia en el territorio de la Campiña Segoviana, comunidad autónoma de Castilla y León. Tiene una superficie de 13,89 km².

## Geografía

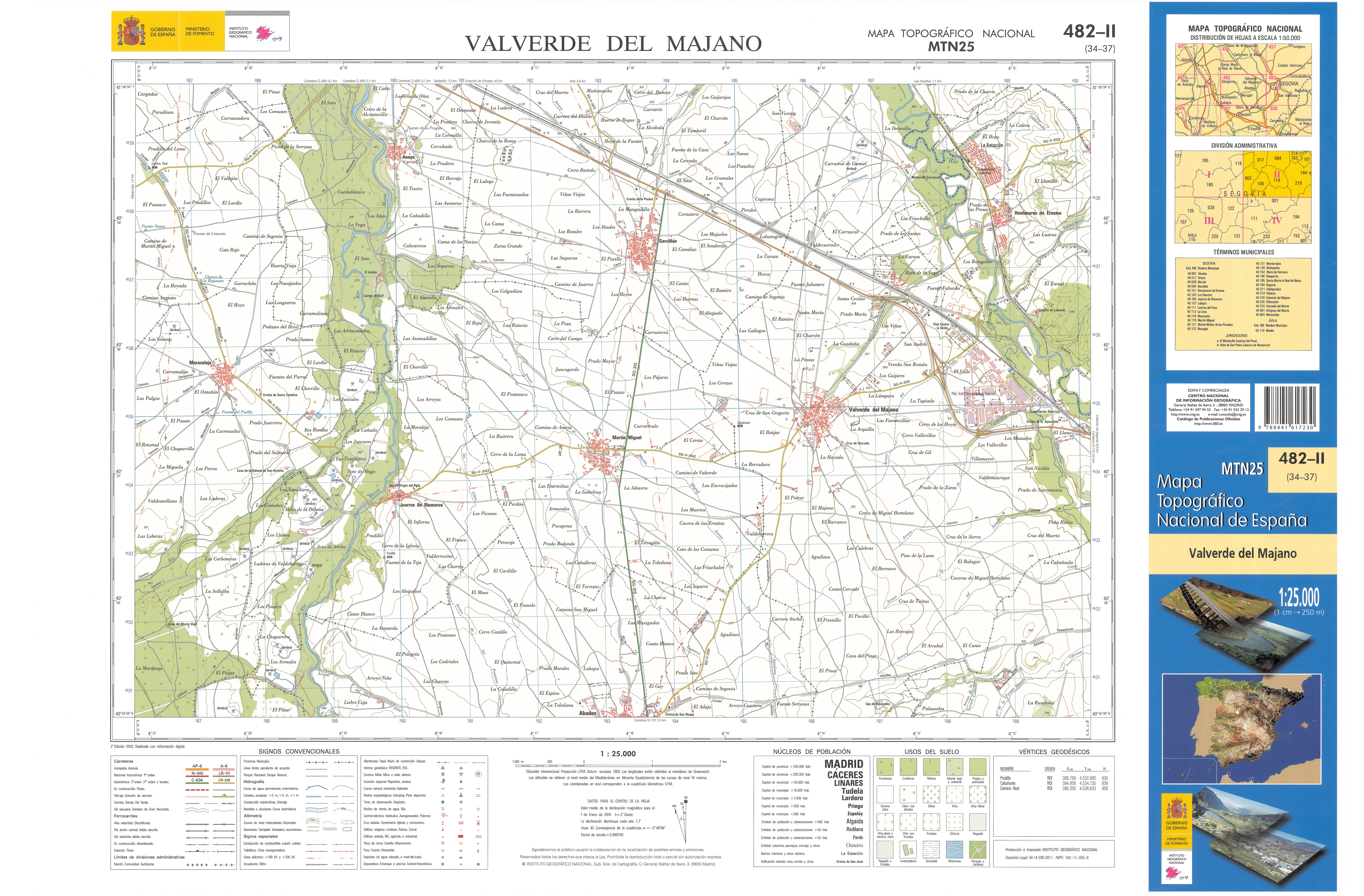
Fragmento de la hoja 481 del Mapa Topográfico Nacional de España de 2010 en el que se representa Juarros de Riomoros

| Noroeste: Marazoleja | Norte: Anaya, Martín Miguel   | Noreste: Martín Miguel      |
| Oeste: Marazoleja    |                               | Este: Martín Miguel, Abades |
| Suroeste: Marugán    | Sur: Lastras del Pozo, Abades | Sureste: Abades             |

### Núcleos de población
- Juarros de Riomoros
- Caserío de Allas de San Pedro, hoy en día, despoblado. 40°54′20″N 4°19′22.6″O / 40.90556, -4.322944, enclave al sur del municipio.

## Geografía humana

### Demografía
Cuenta con una población de 45 habitantes (INE 2024).
| Gráfica de evolución demográfica de Juarros de Riomoros entre 1842 y 2021                                             |
| |
| Población de derecho según los censos de población del INE. Población de hecho según los censos de población del INE. |

| 77            | 75 | 75 | 73 | 79 | 68 | 71 | 68 | 61 | 56 | 43 | 42 | 49 |
| (Fuente: INE) |    |    |    |    |    |    |    |    |    |    |    |    |

## Administración y política

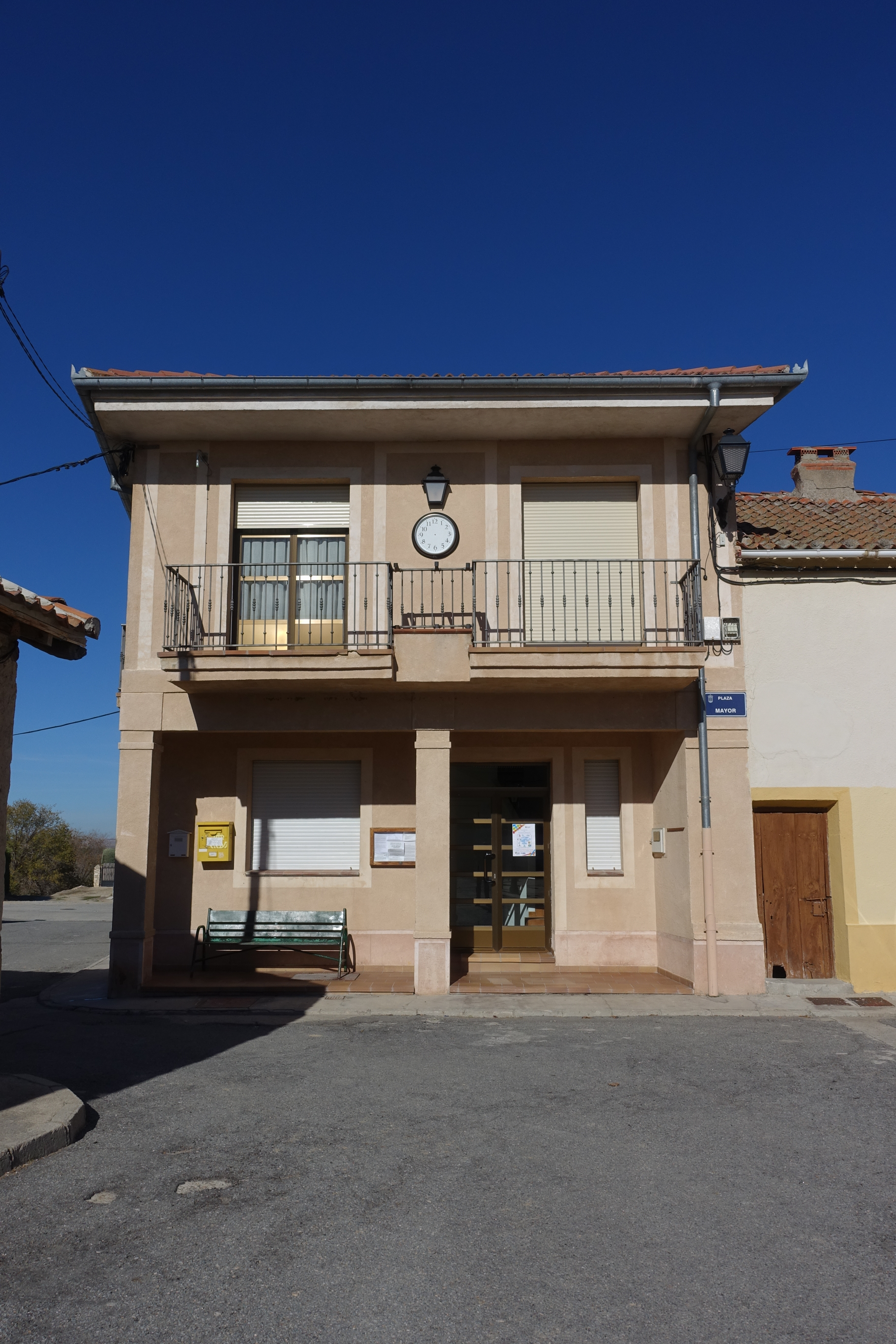
Casa consistorial

| Periodo   | Nombre                       | Partido   |
| --------- | ---------------------------- | --------- |
| 1979-1983 | José Manso Herrero           | UCD       |
| 1983-1987 | Luis María Rodríguez Torrego | AP-PDP-UL |
| 1987-1991 | Luis María Rodríguez Torrego | UC-CDS    |
| 1991-1995 | Concepción Romero Serrano    | PSOE      |
| 1995-1999 | Concepción Romero Serrano    | PSOE      |
| 1999-2003 | Silvino Sanz Sastre          | PP        |
| 2003-2007 | Silvino Sanz Sastre          | PP        |
| 2007-2011 | Silvino Sanz Sastre          | PP        |
| 2011-2015 | Silvino Sanz Sastre          | PP        |
| 2015-2019 | Silvino Sanz Sastre          | PP        |
| 2019-2023 | Silvino Sanz Sastre          | PP        |
| 2023-act. | Silvino Sanz Sastre          | PP        |

## Cultura

### Fiestas

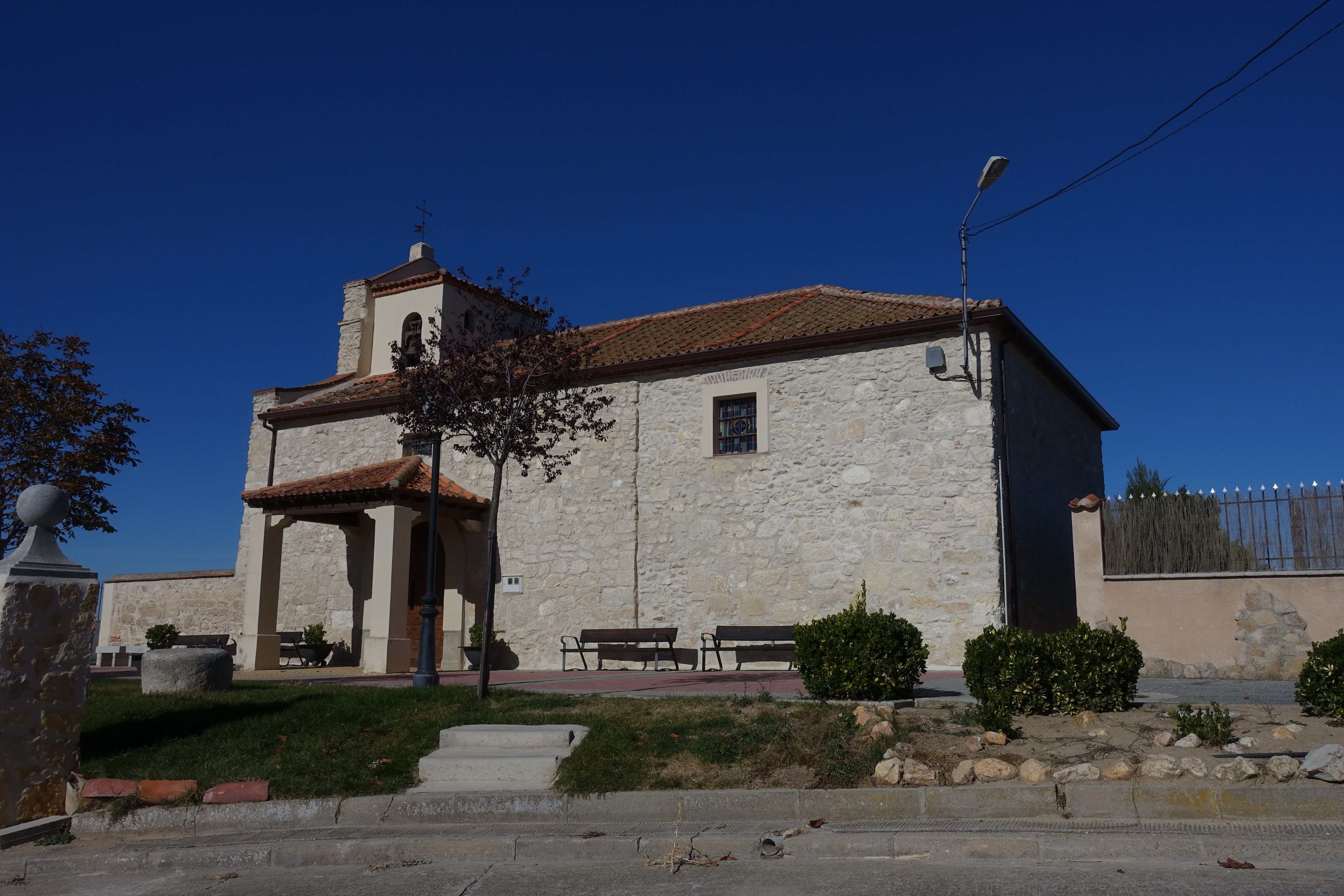
Iglesia de San Pedro Apóstol

- Día de la Virgen del Pollo: Primer domingo de agosto después del 18 (del 19 en adelante). Las fiestas se realizan en los días adyacentes
- San Pedro - 29 de junio.

## Vecinos ilustres
- Macario Llorente (1915, Juarros de Riomoros - 2001, Madrid), empresario en la fabricación de bicicletas.
- Sara Yagüe, Cantante